# Euthotorax pictipennis
Euthotorax pictipennis är en skalbaggsart som först beskrevs av Ernst Gustav Kraatz 1857.  Euthotorax pictipennis ingår i släktet Euthotorax och familjen kortvingar. Inga underarter finns listade i Catalogue of Life.